# Cicci Lyckow Bäckman
Anna Cecilia "Cicci" Ingegerd Lyckow Bäckman, ogift Lyckow, född 19 februari 1969 i Råsunda, Stockholms län, är en svensk översättare, författare och kursledare. Hon är brorsdotter till skådespelaren Fillie Lyckow.
Cicci Lyckow Bäckman, som är filosofie magister i svenska och engelska, har förutom en rad översättningar gett ut de egna böckerna Levande kraft (2008) och Din personliga energi (2010). Båda böckerna handlar om inre utveckling, vilket särskilt engagerat henne efter att hon 1999 fick diagnosen multipel skleros (MS). Tillsammans med maken Per Bäckman (född 1967) håller hon kurser med fokus på bland annat självkännedom och meditation.